# Siddhidas Mahaju
Siddhidas Mahaju (Nepal Bhasa:सिद्धिदास महाजु) (15 de octubre de 1867 - 29 de diciembre de 1929) fue un poeta del idioma Nepalbhasha. Fue considerado "Grande poeta" del idioma.

## Obras
Esta es la lista su obras-

### Poesía
- Siddhiramayan (सिद्धि रामायण)
- Satyasati  (सत्यसति)
- Shivapinas (शिवपिनास)
- Shukarambha Sambad (शुकरम्भा संवाद)
- Sanatan dharma (सनातन धर्म)
- Saptastuti (सप्तस्तुति)
- Sanchaya (सञ्चय)

### Prosa
- Atmakatha -Siddhidas thagu mikhay (आत्मकथा - सिद्धिदास थःगु मिखाय्‌)  Autobiografía
- Shivabilas (शिवविलास)
- Sarvabandhu (सर्वबन्धु)

### Otro
- Sukshma chanda (सूक्ष्म छन्द)
- Saral chanda bodh (सरल छन्द बोध)
- Satyamadan (सत्यमदन)
- Samachar (समाचार)
- Swadeshbastra (स्वदेशवस्त्र)
- Siddhibyakaran (सिद्धिव्याकरण)
- Bijuli (विजुली)
- Muhurt chintamani (मुहूर्त चिन्तामणि)